# Mariusz Wiesiak
Mariusz Wiesiak (* 1. April 1981) ist ein ehemaliger polnischer Radrennfahrer, der im Straßenradsport aktiv war.

## Sportlicher Werdegang
Mariusz Wiesiak gewann 2003 den Giro del Mendrisiotto und ein Teilstück bei dem Etappenrennen Polska-Ukraina. Ab der Saison 2004 fuhr er für die japanische Team Nippo. In seinem ersten Jahr dort gewann er jeweils eine Etappe bei Paths of King Nikola, Szlakiem Grodów Piastowskich und bei der Tour of Japan. 2005 war Wiesiak bei zwei Teilstücken der Tour du Cameroun erfolgreich. Außerdem gewann er den Memorial Sieminskiego und eine Etappe bei der Tour de Hokkaidō. In der Saison 2006 konnte er den Archer Grand Prix und zwei Etappen bei der Tour de Hokkaido gewinnen. 
Ab der Saison 2009 fuhr Wiesiak mit einem Jahr Unterbrechung für das ebenfalls japanische Team Matrix Powertag. Mit dem Team gewann er 2009 eine Etappe der Tour de Kumano und 2012 eine Etappe der Tour of Małopolska.
Nach der Saison 2013 beendete Wiesiak im Alter von 32 Jahren seine Karriere als Radrennfahrer.

## Erfolge
2002
- La Roue Tourangelle

2003
- Giro del Mendrisiotto

2004
- eine Etappe Paths of King Nikola
- eine Etappe Szlakiem Grodów Piastowskich
- eine Etappe Tour of Japan

2005
- zwei Etappen Tour du Cameroun
- eine Etappe Tour de Hokkaidō

2006
- zwei Etappen Tour de Hokkaido

2009
- eine Etappe Tour de Kumano

2012
- eine Etappe Tour of Małopolska